# Govert Metaal
Govert Metaal (Monaco, 1959) is een Nederlandse professionele pokerspeler. Hij staat vooral bekend als een High Roller Regular. In 2012 won hij de EPT High Roller in Campione. Daarmee was hij de eerste Nederlander die een High Roller titel op de European Poker Tour (EPT) op zijn naam schreef. Verder schreef hij € 1.000 No Limit Hold'em
EPT Barcelona side-event op zijn naam.
Hij verdiende tot en met juli 2015 meer dan $3.200.000,- in pokertoernooien (cashgames niet meegerekend).